# Leiocassis doriae
Leiocassis doriae är en fiskart som beskrevs av Regan, 1913. Leiocassis doriae ingår i släktet Leiocassis och familjen Bagridae. Inga underarter finns listade i Catalogue of Life.